# Damir Mršić
Damir Mršić, né le 9 mars 1975 à Tuzla, dans la République socialiste de Bosnie-Herzégovine, est un ancien joueur de bosnien de basket-ball, évoluant au poste d'arrière. Il est devenu dirigeant à Fenerbahçe Ülkerspor. Il possède la nationalité turque depuis 2003 sous le nom de Demir Kaan.

## Biographie

### Palmarès
- Vainqueur de la coupe de Croatie 1993, 1994 (KK Split)
- Vainqueur de la coupe de Russie 2003 (UNICS Kazan)
- Champion de Turquie 2007, 2008, 2010 (Fenerbahçe Ülkerspor)
- Vainqueur de la coupe de Turquie 2010 (Fenerbahçe Ülkerspor)
- Meilleur marqueur du championnat turc 2000, 2002